# Nociglia
Nociglia là một đô thị và thị xã của Ý. Đô thị này thuộc tỉnh Lecce trong vùng Apulia. Nociglia có diện tích 10 km², dân số theo ước tính năm 2008 của Viện thống kê quốc gia Ý là 2518 người.